# Gran Premio motociclistico d'Austria 2016
Il Gran Premio motociclistico d'Austria 2016 è stato la decima prova del motomondiale del 2016. Si tratta del ritorno del Gran Premio d'Austria nel novero del motomondiale, da cui mancava dall'edizione del 1997.
Nelle gare delle tre classi i vincitori sono stati: Andrea Iannone in MotoGP, Johann Zarco in Moto2 e Joan Mir in Moto3. Per Iannone si tratta della prima vittoria nella classe MotoGP (tredicesima della sua carriera nel motomondiale), mentre Mir realizza la sua prima vittoria in carriera nel motomondiale.
Per quel che concerne i costruttori, con la vittoria di Iannone, la Ducati torna a vincere una gara del motomondiale, a distanza di 6 anni dalla vittoria di Casey Stoner, ottenuta al Gran Premio d'Australia 2010.

## MotoGP
La gara di questa classe viene vinta da Andrea Iannone su Ducati Desmosedici del team Ducati Team, per il pilota italiano (autore anche della pole position e del giro veloce della gara) si tratta della prima vittoria nella classe MotoGP, tredicesima nel motomondiale. Con questa vittoria la Ducati torna a vincere una gara del motomondiale, prima di questa, l'ultima vittoria del costruttore italiano risaliva al Gran Premio d'Australia 2010 con Casey Stoner. Al secondo posto si classifica Andrea Dovizioso, compagno di squadra di Iannone, in questo modo sono due le motociclette Ducati nelle prime due posizioni, cosa che non succedeva dal Gran Premio d'Australia 2007 (in quell'occasione furono le Ducati di Casey Stoner e Loris Capirossi, rispettivamente primo e secondo).
Completa il podio la Yamaha YZR-M1 di Jorge Lorenzo, che sopravanza il compagno di squadra Valentino Rossi, con Marc Márquez al quinto posto.
Squalificato con bandiera nera Héctor Barberá, per non aver effettuato il ride through (per partenza anticipata), non si schiera alla partenza invece Jack Miller, il pilota australiano viene dichiarato non idoneo a partecipare alla gara, a causa di una caduta nel warm up.
Al termine della decima gara stagionale, rimangono invariate le prime posizioni nella classifica di campionato, con Márquez primo a 181 punti, Lorenzo secondo a 138 e Rossi terzo a 124 punti.

### Arrivati al traguardo
| Pos. | Nº | Pilota           | Squadra                       | Motocicletta       | Giri | Tempo     | Griglia | Punti |
| ---- | -- | ---------------- | ----------------------------- | ------------------ | ---- | --------- | ------- | ----- |
| 1º   | 29 | Andrea Iannone   | Ducati Team                   | Ducati Desmosedici | 28   | 39'46.255 | 1º      | 25    |
| 2º   | 4  | Andrea Dovizioso | Ducati Team                   | Ducati Desmosedici | 28   | +0.938    | 3º      | 20    |
| 3º   | 99 | Jorge Lorenzo    | Movistar Yamaha               | Yamaha YZR-M1      | 28   | +3.389    | 4º      | 16    |
| 4º   | 46 | Valentino Rossi  | Movistar Yamaha               | Yamaha YZR-M1      | 28   | +3.815    | 2º      | 13    |
| 5º   | 93 | Marc Márquez     | Repsol Honda                  | Honda RC213V       | 28   | +11.813   | 5º      | 11    |
| 6º   | 25 | Maverick Viñales | Suzuki Ecstar                 | Suzuki GSX-RR      | 28   | +14.341   | 6º      | 10    |
| 7º   | 26 | Dani Pedrosa     | Repsol Honda                  | Honda RC213V       | 28   | +17.063   | 12º     | 9     |
| 8º   | 45 | Scott Redding    | Octo Pramac Yakhnich          | Ducati Desmosedici | 28   | +29.437   | 8º      | 8     |
| 9º   | 38 | Bradley Smith    | Monster Yamaha Tech 3         | Yamaha YZR-M1      | 28   | +29.785   | 14º     | 7     |
| 10º  | 44 | Pol Espargaró    | Monster Yamaha Tech 3         | Yamaha YZR-M1      | 28   | +37.094   | 15º     | 6     |
| 11º  | 9  | Danilo Petrucci  | Octo Pramac Yakhnich          | Ducati Desmosedici | 28   | +39.765   | 13º     | 5     |
| 12º  | 51 | Michele Pirro    | Ducati Team                   | Ducati Desmosedici | 28   | +39.766   | 17º     | 4     |
| 13º  | 76 | Loris Baz        | Avintia Racing                | Ducati Desmosedici | 28   | +44.284   | 22º     | 3     |
| 14º  | 53 | Esteve Rabat     | Estrella Galicia 0,0 Marc VDS | Honda RC213V       | 28   | +45.004   | 18º     | 2     |
| 15º  | 35 | Cal Crutchlow    | LCR Honda                     | Honda RC213V       | 28   | +1'03.246 | 7º      | 1     |
| 16º  | 19 | Álvaro Bautista  | Aprilia Racing Team Gresini   | Aprilia RS-GP      | 28   | +1'12.448 | 19º     |       |
| 17º  | 68 | Yonny Hernández  | Pull & Bear Aspar             | Ducati Desmosedici | 28   | +1'14.517 | 16º     |       |
| 18º  | 50 | Eugene Laverty   | Pull & Bear Aspar             | Ducati Desmosedici | 28   | +1'36.510 | 11º     |       |
| 19º  | 6  | Stefan Bradl     | Aprilia Racing Team Gresini   | Aprilia RS-GP      | 27   | +1 giro   | 21º     |       |

### Ritirato
| Nº | Pilota          | Squadra       | Motocicletta  | Giri | Griglia |
| -- | --------------- | ------------- | ------------- | ---- | ------- |
| 41 | Aleix Espargaró | Suzuki Ecstar | Suzuki GSX-RR | 24   | 9º      |

### Squalificato
| Nº | Pilota         | Squadra        | Motocicletta       | Griglia |
| -- | -------------- | -------------- | ------------------ | ------- |
| 8  | Héctor Barberá | Avintia Racing | Ducati Desmosedici | 10º     |

### Non partito
| Nº | Pilota      | Squadra                       | Motocicletta | Griglia |
| -- | ----------- | ----------------------------- | ------------ | ------- |
| 43 | Jack Miller | Estrella Galicia 0,0 Marc VDS | Honda RC213V | 20º     |

## Moto2
Johann Zarco del team Ajo Motorsport vince la gara, anche per questa classe, così come accaduto per la MotoGP, il vincitore della gara realizza la pole position ed il giro veloce. Per il pilota francese si tratta della quinta vittoria stagionale, seconda consecutiva, quattordicesima della sua carriera nel motomondiale. Franco Morbidelli del team Estrella Galicia 0,0 Marc VDS giunge secondo, con Álex Rins del team Paginas Amarillas HP 40 sull'ultimo gradino del podio.
Con la vittoria in questa gara, Zarco rafforza il primato nella classifica piloti, salendo a 176 punti, Rins secondo a 142 punti, con Sam Lowes terzo, fermo a 121 punti (il pilota britannico non prende punti, a causa di una caduta).

### Arrivati al traguardo
| Pos. | Nº | Pilota              | Squadra                       | Motocicletta       | Giri | Tempo     | Griglia | Punti |
| ---- | -- | ------------------- | ----------------------------- | ------------------ | ---- | --------- | ------- | ----- |
| 1º   | 5  | Johann Zarco        | Ajo Motorsport                | Kalex Moto2        | 25   | 37'34.180 | 1º      | 25    |
| 2º   | 21 | Franco Morbidelli   | Estrella Galicia 0,0 Marc VDS | Kalex Moto2        | 25   | +3.058    | 2º      | 20    |
| 3º   | 40 | Álex Rins           | Paginas Amarillas HP 40       | Kalex Moto2        | 25   | +3.376    | 9º      | 16    |
| 4º   | 12 | Thomas Lüthi        | Garage Plus Interwetten       | Kalex Moto2        | 25   | +3.467    | 3º      | 13    |
| 5º   | 23 | Marcel Schrötter    | AGR Team                      | Kalex Moto2        | 25   | +4.740    | 4º      | 11    |
| 6º   | 73 | Álex Márquez        | Estrella Galicia 0,0 Marc VDS | Kalex Moto2        | 25   | +9.416    | 5º      | 10    |
| 7º   | 30 | Takaaki Nakagami    | Idemitsu Honda Team Asia      | Kalex Moto2        | 25   | +10.178   | 8º      | 9     |
| 8º   | 7  | Lorenzo Baldassarri | Forward Team                  | Kalex Moto2        | 25   | +11.951   | 12º     | 8     |
| 9º   | 49 | Axel Pons           | AGR Team                      | Kalex Moto2        | 25   | +12.801   | 6º      | 7     |
| 10º  | 77 | Dominique Aegerter  | CarXpert Interwetten          | Kalex Moto2        | 25   | +13.977   | 11º     | 6     |
| 11º  | 11 | Sandro Cortese      | Dynavolt Intact GP            | Kalex Moto2        | 25   | +18.046   | 13º     | 5     |
| 12º  | 52 | Danny Kent          | Leopard Racing                | Kalex Moto2        | 25   | +18.284   | 15º     | 4     |
| 13º  | 54 | Mattia Pasini       | Italtrans Racing              | Kalex Moto2        | 25   | +18.424   | 17º     | 3     |
| 14º  | 44 | Miguel Oliveira     | Leopard Racing                | Kalex Moto2        | 25   | +18.830   | 18º     | 2     |
| 15º  | 60 | Julián Simón        | QMMF Racing                   | Speed Up SF16      | 25   | +20.022   | 20º     | 1     |
| 16º  | 97 | Xavi Vierge         | Tech 3 Racing                 | Tech 3 Mistral 610 | 25   | +28.885   | 27º     |       |
| 17º  | 10 | Luca Marini         | Forward Team                  | Kalex Moto2        | 25   | +28.970   | 19º     |       |
| 18º  | 32 | Isaac Viñales       | Tech 3 Racing                 | Tech 3 Mistral 610 | 25   | +29.032   | 25º     |       |
| 19º  | 87 | Remy Gardner        | Tasca Racing                  | Kalex Moto2        | 25   | +29.115   | 23º     |       |
| 20º  | 57 | Edgar Pons          | Paginas Amarillas HP 40       | Kalex Moto2        | 25   | +29.424   | 14º     |       |
| 21º  | 55 | Hafizh Syahrin      | Petronas Raceline Malaysia    | Kalex Moto2        | 25   | +29.977   | 16º     |       |
| 22º  | 14 | Ratthapark Wilairot | Idemitsu Honda Team Asia      | Kalex Moto2        | 25   | +37.935   | 21º     |       |
| 23º  | 19 | Xavier Siméon       | QMMF Racing                   | Speed Up SF16      | 25   | +43.276   | 24º     |       |
| 24º  | 2  | Jesko Raffin        | Sports-Millions-EMWE-SAG      | Kalex Moto2        | 25   | +44.206   | 26º     |       |
| 25º  | 70 | Robin Mulhauser     | CarXpert Interwetten          | Kalex Moto2        | 25   | +48.835   | 28º     |       |
| 26º  | 94 | Jonas Folger        | Dynavolt Intact GP            | Kalex Moto2        | 25   | +1'12.148 | 10º     |       |

### Ritirati
| Nº | Pilota       | Squadra             | Motocicletta  | Giri | Griglia |
| -- | ------------ | ------------------- | ------------- | ---- | ------- |
| 24 | Simone Corsi | Speed Up Racing     | Speed Up SF16 | 12   | 22º     |
| 22 | Sam Lowes    | Federal Oil Gresini | Kalex Moto2   | 9    | 7º      |

## Moto3
Nella classe di minor cilindrata, la vittoria viene ottenuta da Joan Mir con la KTM RC 250 GP del team Leopard Racing. Per il pilota spagnolo si tratta della prima vittoria nel motomondiale, dopo che la giornata precedente aveva ottenuto anche la sua prima pole position nel contesto iridato. Secondo sul traguardo si posiziona Brad Binder, anche lui con KTM, ma gestita dal team Red Bull KTM Ajo, con Enea Bastianini terzo con Honda NSF250R del team Gresini Racing.
Nella classifica mondiale, Binder consolida la propria leadership, salendo a 179 punti, mentre Jorge Navarro, secondo a 112 punti, non prende punti a causa di un ritiro. Non prende parte alla gara Romano Fenati, terzo in graduatoria con 93 punti, in quanto sospeso dallo SKY Racing Team VR46 per divergenze con la squadra stessa.

### Arrivati al traguardo
| Pos. | Nº | Pilota                | Squadra                    | Motocicletta   | Giri | Tempo     | Griglia | Punti |
| ---- | -- | --------------------- | -------------------------- | -------------- | ---- | --------- | ------- | ----- |
| 1º   | 36 | Joan Mir              | Leopard Racing             | KTM RC 250 GP  | 23   | 37'23.325 | 1º      | 25    |
| 2º   | 41 | Brad Binder           | Red Bull KTM Ajo           | KTM RC 250 GP  | 23   | +0.279    | 2º      | 20    |
| 3º   | 33 | Enea Bastianini       | Gresini Racing             | Honda NSF250R  | 23   | +0.431    | 3º      | 16    |
| 4º   | 20 | Fabio Quartararo      | Leopard Racing             | KTM RC 250 GP  | 23   | +0.439    | 5º      | 13    |
| 5º   | 65 | Philipp Öttl          | Schedl GP Racing           | KTM RC 250 GP  | 23   | +0.600    | 8º      | 11    |
| 6º   | 88 | Jorge Martín          | Pull & Bear Aspar Mahindra | Mahindra MGP3O | 23   | +4.134    | 14º     | 10    |
| 7º   | 64 | Bo Bendsneyder        | Red Bull KTM Ajo           | KTM RC 250 GP  | 23   | +4.161    | 10º     | 9     |
| 8º   | 4  | Fabio Di Giannantonio | Gresini Racing             | Honda NSF250R  | 23   | +4.970    | 9º      | 8     |
| 9º   | 8  | Nicolò Bulega         | SKY Racing Team VR46       | KTM RC 250 GP  | 23   | +4.972    | 7º      | 7     |
| 10º  | 11 | Livio Loi             | RW Racing GP BV            | Honda NSF250R  | 23   | +5.262    | 22º     | 6     |
| 11º  | 21 | Francesco Bagnaia     | Pull & Bear Aspar Mahindra | Mahindra MGP3O | 23   | +5.415    | 6º      | 5     |
| 12º  | 58 | Juanfran Guevara      | RBA Racing                 | KTM RC 250 GP  | 23   | +5.871    | 15º     | 4     |
| 13º  | 55 | Andrea Locatelli      | Leopard Racing             | KTM RC 250 GP  | 23   | +5.905    | 16º     | 3     |
| 14ª  | 6  | María Herrera         | MH6 Team                   | KTM RC 250 GP  | 23   | +12.775   | 31ª     | 2     |
| 15º  | 76 | Hiroki Ono            | Honda Team Asia            | Honda NSF250R  | 23   | +12.839   | 26º     | 1     |
| 16º  | 95 | Jules Danilo          | Ongetta-Rivacold           | Honda NSF250R  | 23   | +12.942   | 12º     |       |
| 17º  | 40 | Darryn Binder         | Platinum Bay Real Estate   | Mahindra MGP3O | 23   | +14.090   | 17º     |       |
| 18º  | 23 | Niccolò Antonelli     | Ongetta-Rivacold           | Honda NSF250R  | 23   | +14.406   | 13º     |       |
| 19º  | 84 | Jakub Kornfeil        | Drive M7 SIC Racing        | Honda NSF250R  | 23   | +14.517   | 25º     |       |
| 20º  | 62 | Stefano Manzi         | Mahindra Racing            | Mahindra MGP3O | 23   | +14.545   | 23º     |       |
| 21º  | 44 | Arón Canet            | Estrella Galicia 0,0       | Honda NSF250R  | 23   | +14.663   | 4º      |       |
| 22º  | 12 | Albert Arenas         | Peugeot MC Saxoprint       | Peugeot MGP3O  | 23   | +17.132   | 24º     |       |
| 23º  | 7  | Adam Norrodin         | Drive M7 SIC Racing        | Honda NSF250R  | 23   | +17.443   | 27º     |       |
| 24º  | 17 | John McPhee           | Peugeot MC Saxoprint       | Peugeot MGP3O  | 23   | +28.306   | 29º     |       |
| 25º  | 16 | Andrea Migno          | SKY Racing Team VR46       | KTM RC 250 GP  | 23   | +28.405   | 21º     |       |
| 26º  | 42 | Marcos Ramírez        | Platinum Bay Real Estate   | Mahindra MGP3O | 23   | +40.213   | 32º     |       |
| 27º  | 89 | Khairul Idham Pawi    | Honda Team Asia            | Honda NSF250R  | 23   | +40.361   | 28º     |       |
| 28º  | 43 | Stefano Valtulini     | 3570 Team Italia           | Mahindra MGP3O | 23   | +1'04.040 | 30º     |       |
| 29º  | 3  | Fabio Spiranelli      | CIP-Unicom Starker         | Mahindra MGP3O | 23   | +1'04.058 | 34º     |       |
| 30º  | 77 | Lorenzo Petrarca      | 3570 Team Italia           | Mahindra MGP3O | 23   | +1'04.513 | 35º     |       |

### Ritirati
| Nº | Pilota          | Squadra              | Motocicletta   | Giri | Griglia |
| -- | --------------- | -------------------- | -------------- | ---- | ------- |
| 9  | Jorge Navarro   | Estrella Galicia 0,0 | Honda NSF250R  | 18   | 18º     |
| 19 | Gabriel Rodrigo | RBA Racing           | KTM RC 250 GP  | 12   | 19º     |
| 53 | Marco Bezzecchi | Mahindra Racing      | Mahindra MGP3O | 5    | 20º     |
| 24 | Tatsuki Suzuki  | CIP-Unicom Starker   | Mahindra MGP3O | 5    | 33º     |

### Non partito
| Nº | Pilota        | Squadra              | Motocicletta  | Griglia |
| -- | ------------- | -------------------- | ------------- | ------- |
| 5  | Romano Fenati | SKY Racing Team VR46 | KTM RC 250 GP | 11º     |